# Sten A. Olssons Stiftelse för Forskning och Kultur

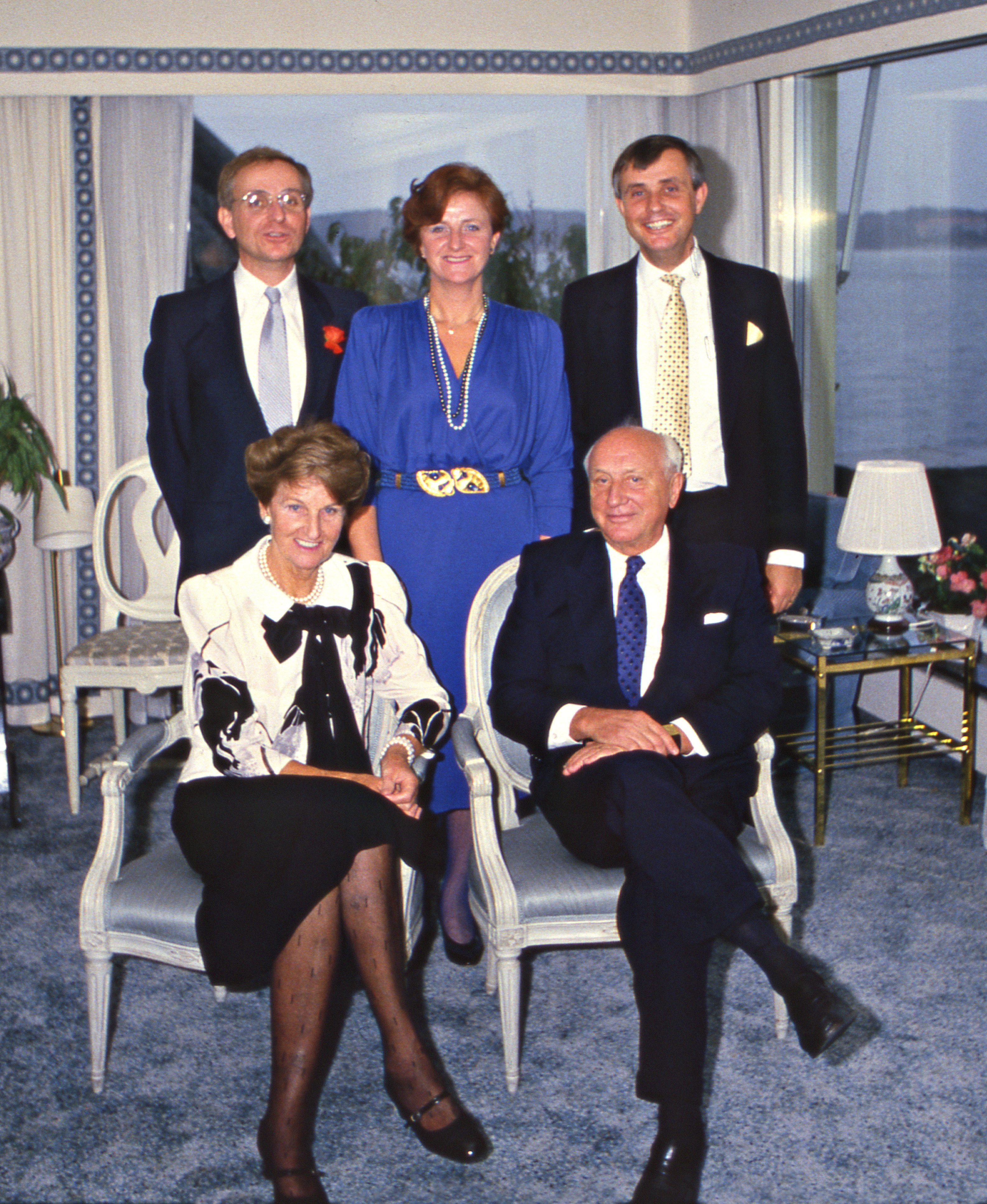
Sittande: Birgit Olsson och Sten A. Olsson. Stefan Sten Olsson, Madeleine Olsson Eriksson, Dan Sten Olsson. Foto: Kamerareportage

Sten A. Olssons Stiftelse för Forskning och Kultur, även känd som Stenastiftelsen, är en svensk stiftelse, grundad 1996 i samband med skeppsredaren Sten A. Olssons 80-årsdag. Stiftelsen fördelar bland annat Sten A. Olssons kulturstipendium.
Sten A. Olsson hade då, under mer än ett halvt sekel, varit verksam i Göteborg och Västsverige med att lägga grunden till det som i dag är Stenasfären, en av Sveriges största familjeägda företagsgrupper. Madeleine Olsson Eriksson är stiftelsens styrelseordförande.
Första donationen uppgick till 51 miljoner kronor och utgjorde grunden för stiftelsen Chalmers Innovation. Från och med år 1996, då Stenastiftelsen grundades, har till och med år 2020 beslut fattats om utdelning av drygt 540 miljoner kronor som stöd till specifika projekt, totalt 155 stipendiater inom kulturområdet, samt 320 masterstipendier som resebidrag.

## Sten A. Olssons kulturstipendium
Stiftelsen premierar genom Sten A. Olssons kulturstipendium löftesrika talanger främst inom konst, musik och drama i den västsvenska regionen. Stipendiesumman på 300 000 kronor gör stipendiet till ett av de större svenska kulturstipendierna och det räknas som mycket prestigefyllt. I december varje år hålls den årliga kulturstipendieutdelningen i Göteborgs konserthus. I anslutning till denna öppnar också den tillhörande utställningen på Göteborgs konstmuseum där de konstutövande kulturstipendiaterna medverkar. Årligen produceras också en omfattande årsbok med längre intervjuer med respektive stipendiat samt material om några av de andra större satsningarna under året.

## Donationer i urval

### Stena Visualiseringslabb
Stenastiftelsen har donerat 50 miljoner kronor till uppförandet av ett interaktivt visualiseringslabb på vetenskapscentret Universeum i Göteborg. Laboratoriet stod klart i december 2021.

### Uppsättningar på Göteborgsoperan
Stiftelsen har flera gånger bidragit till olika produktioner vid Göteborgsoperan, nämligen vid uppsättningen av Händels opera Julius Caesar 2008–2009 och operan Notorious 2015. Under jubileumsåret 2021 stödde Stenastiftelsen den nyskrivna musikalen Kärlek skonar ingen, som baseras på Håkan Hellströms musik och som hade premiär hösten 2021.

### Stöd till forskning och utställningar på Göteborgs konstmuseum
Under åren har Stenastiftelsen lämnat stöd till flera utställningar och till forskningsverksamhet vid Göteborgs konstmuseum. 2013 lämnades en gåva på tre miljoner kronor till en förstudie och en arkitekttävling för om- och tillbyggnad av museet. 2016 bidrog stiftelsen med medel till det pedagogiska arbetet i samband med separatutställningen med verk av konstnären Tove Jansson. Årligen ställs verk från konstnärerna som mottagit Sten A. Olssons kulturstipendium ut och inför jubileumsåret 2021 bidrog stiftelsen till utställningen Brännpunkt Europa – Nysakligheter 1919–1939 samt en jubileumsutställning med samlade verk från tidigare års mottagare av kulturstipendiet.

### Kultur och hälsa
Stenastiftelsen har finansierat flera forskningsprojekt inom ramen för kultur och hälsa vid Göteborgs universitet, där professor Gunnar Bjursell varit en av initiativtagarna. Några exempel är projektet ”The Culture and Brain Health Initiative”, som undersöker effekterna av sinnestimulans genom olika kulturella aktiviteter, det samhällsvetenskapliga forskningsprojektet ”Kultur, hälsa och personlighet”, som belyser samspelet mellan hälsa och välbefinnande och kulturvanor och livsstilar, och det humanvetenskapliga projektet ”Religion, kultur och hälsa”, som problematiserar kultur och hälsa i ett existentiellt sammanhang.

### Göteborg Baroque
2017 gav Stenastiftelsen en donation till musikensemblen Göteborg Baroque för byggnationen av det tidstrogna och världsunika instrumentet claviorganum. Donationen innefattade också produktion av ett högkvalitativt barockverk per år till och med 2021. Det första var Monteverdis opera L’Orfeo från 1607 framfördes i januari 2018 på Röda Sten konsthall. Det andra uppfördes vid invigningskonserten för det nya instrumentet i Tyska Christinae kyrka i februari 2019. Det tredje blev i form av en scenisk konsertfilm inspelad på Röda Sten Konsthall med premiär den 5 mars 2021.

### Forskning kring barns och ungdomars livsmöjligheter i tre tvärvetenskapliga projekt
Tre tvärvetenskapliga forskningsprojekt delade på drygt 42 miljoner kronor i anslag när Stenastiftelsen år 2020 beslutade om utdelning inom ramen för en satsning på barns och ungdomars livsmöjligheter. Alla forskningsprojekten drivs av forskare vid Göteborgs universitet och löper under 3–5 år.

### Ryggmärgsskadecentrum Göteborg
2019 invigdes Ryggmärgsskadecentrum i Göteborg som det första kunskapscentret för ryggmärgsskador i Sverige. Det drivs av Göteborgs universitet i samverkan med Sahlgrenska universitetssjukhuset och har byggts upp med stöd av en donation från Stenastiftelsen på 34 miljoner kronor under en femårsperiod åren 2017–2021.

### Stena Industry Innovation Laboratory
I maj 2018 invigdes Stena Industry Innovation Laboratory (SII-Lab), som är en nationell testbädd och en internationell digital innovationshubb vid Chalmers på campus Lindholmen i Göteborg. Stenastiftelsen lämnade ett stöd på 21 miljoner kronor för att under 2018–2021 anpassa lokaler, bygga upp infrastruktur, investera i teknisk utrustning och datorkapacitet samt möjliggöra projektledning för forskning, innovationsprojekt, utbildning och demonstration.

### Stenhuset
År 2014 donerade Stenastiftelsen 50 miljoner kronor till Ågrenska Stiftelsen på Lilla Amundön i Göteborg för planering, design och uppförande av det så kallade Stenhuset. Byggnationen kompletterar befintlig verksamhet och är en plattform för utökad, långsiktig forskning och utveckling av vård, boende och behandlingsformer för personer med en sällsynt diagnos.

### Övrigt
Stenastiftelsen har också givit bidrag till bland annat Förebildarna, Berättarministeriet, Högskolan för scen och musik vid Göteborgs universitet, sommarprogram vid UC Berkeley för studenter vid Chalmers tekniska högskola, BRIS, Vocal Art Ensemble, Fryshuset, Vetenskapsfestivalen, Point Music Festival med Göteborgs Symfoniker, Maskrosbarn, Nobel Week Dialogue och resestipendier till masterstudenter vid Sahlgrenska akademin, Handelshögskolan i Göteborg, Chalmers och Göteborgs universitet.